# Бурин, Евгений Анатольевич
Евгений Анатольевич Бурин (род. 4 марта 1964, Коломна, Московская область) — советский легкоатлет, специалист по метанию диска. Выступал на всесоюзном уровне в 1980-х годах, чемпион Европы среди юниоров, победитель Спартакиады народов СССР, многократный призёр первенств всесоюзного значения. Представлял Ленинград и Вооружённые силы. Мастер спорта СССР международного класса. Также известен как игрок в американский футбол, предприниматель, тренер по физической подготовке в российских баскетбольных клубах.

## Биография
Евгений Бурин родился 4 марта 1964 года в городе Коломна Московской области. Занимался лёгкой атлетикой в Ленинграде, проходил подготовку под руководством тренеров Ю. П. Фёдорова и А. И. Горшкова. Выступал за Спортивный клуб армии (Ленинград). Окончил Государственный институт физической культуры имени П. Ф. Лесгафта (1987).
Первого серьёзного успеха добился в сезоне 1983 года, когда вошёл в состав советской сборной и выступил на юниорском европейском первенстве в Швехате, где в зачёте метания диска превзошёл всех соперников и завоевал золотую награду.
В 1985 году в той же дисциплине выиграл серебряную медаль на соревнованиях в Ленинграде.
В 1986 году получил золото и серебро на турнирах в Ленинграде и Донецке соответственно. Принимал участие в IX летней Спартакиаде народов СССР в Ташкенте, где с результатом 60,86 одержал победу.
В 1987 году стал серебряным призёром на зимнем чемпионате СССР по метаниям в Адлере, занял четвёртое место на летнем чемпионате СССР в Брянске, тогда как на домашних соревнованиях в Ленинграде установил свой личный рекорд в метании диска — 65,04 метра. В продолжение сезона одержал победы на международных турнирах в австрийских Швехате и Хайнфельде. За выдающиеся спортивные достижения удостоен почётного звания «Мастер спорта СССР международного класса».
В 1988 году был шестым на зимнем чемпионате СССР по длинным метаниям в Адлере, получил серебро на турнире в Ленинграде.
В 1989 году стал серебряным призёром на соревнованиях в Ленинграде, показал шестой результат на чемпионате СССР в Горьком.
В мае 1991 года отметился победой на турнире в Ленинграде.
После распада Советского Союза Бурин некоторое время играл в американский футбол в Испании, с командой «Мадрид Пантерас» в 1995 и 1996 годах дважды становился чемпионом страны.
Впоследствии проявил себя как тренер по физической подготовке в баскетболе. Работал в женском «Спартаке» (Московская область) — 2006—2007, юношеском ЦСКА (Москва) — 2007—2008, мужских «Спартаке» (Санкт-Петербург) — 2008—2009, «Спартаке» (Видное) — 2009—2010, «Нижний Новгород» — 2010—2012, молодёжном ЦСКА (Москва) — 2012—2014, основной команде ЦСКА — с 2014 года. Как тренер по физической подготовке привлекался к работе в сборной России по баскетболу.
Занимался предпринимательской деятельностью, генеральный менеджер испанской компании Gervasport в России.
Награждён нагрудным знаком «Отличник физической культуры и спорта».